# Polove, Nedrîhailiv
Polove (în ucraineană Польове) este un sat în comuna Marșalî din raionul Nedrîhailiv, regiunea Sumî, Ucraina.

## Demografie
Componența lingvistică a localității Polove
     Ucraineană (100%)
Conform recensământului din 2001, toată populația localității Polove era vorbitoare de ucraineană (100%).